# Зети Ахтар Азиз
Зети Ахтар Азиз (англ. Zeti Akhtar Aziz; род. 1947) — председатель Центрального банка Малайзии с 2000 по 2016 год, первая женщина в стране, которая получила эту должность. В 2009 году журнал Global Finance назвал Азиз одним из лучших в мире руководителей Центральных банков. Она была членом Седьмого кабинета премьер-министра Махатхира, специального совета, консультировавшего правительство по экономическим и финансовым вопросам. 

## Биография
Зети Ахтар Азиз родилась в Джохор-Бару. Её отец Унгку Абдул Азиз — малайзийский учёный-экономист, в прошлом ректор Университета Малайя, одного из старейших и престижных университетов Малайзии. Начальное образование Зети получила в школе города Петалинг-Джая. Затем она продолжил обучение в Институте St. John's в Куала-Лумпуре. В 1970 году Зети Ахтар Азиз получила степень бакалавра в области экономики в Университете Малайя. Азиз продолжила обучение экономике уже в Пенсильванском университете в США, который входит в Лигу плюща. В 1978 году она получила докторскую степень в области денежно-кредитной и международной экономики.
Зети Ахтар Азиз замужем, у неё двое детей. 

## Карьера
Зети начала свою карьеру в качестве экономического аналитика в исследовательском центре Центрального банка Юго-Восточной Азии. 1 мая 2000 года Зети была назначена главой Центрального банка Малайзии. В 2009 году, по версии англоязычного финансового журнала Global Finance, она была признана одним из лучших в мире руководителей Центральных банков. 20 мая 2011 года обозреватель Bloomberg Уильям Песек выделил Зети как одного из главных кандидатов на пост главы Международного валютного фонда в тот момент, как эта должность стала вакантной после отставки Доминика Стросс-Кана. 
В 2013 году Зети Ахтар Азиз снова была удостоена звания одной из лучших руководителей Центральных банков в мире, по версии Global Finance. 12 мая 2018 года премьер-министр Махатхир Мохамад объявил, что Зети присоединилась к Совету видных деятелей, которые выступают в качестве советников нового правительства после выборов 2018 года.

## Награды
- Малайзия :
  -  Орден Верности Короне Малайзии (2001)
- Джохор:
  -  Орден Короны Джохора (1998)
  -  Королевский Семейный Орден Джохора (2000)